# Episodi di Outcasts
La prima ed unica stagione di Outcasts, composta da otto episodi, è stata trasmessa sul canale britannico BBC One dal 7 febbraio al 13 marzo 2011.
| nº | Titolo originale | Titolo italiano | Prima TV Regno Unito | Prima TV Italia |
| -- | ---------------- | --------------- | -------------------- | --------------- |
| 1  | Episode 1        |                 | 7 febbraio 2011      |                 |
| 2  | Episode 2        |                 | 8 febbraio 2011      |                 |
| 3  | Episode 3        |                 | 14 febbraio 2011     |                 |
| 4  | Episode 4        |                 | 15 febbraio 2011     |                 |
| 5  | Episode 5        |                 | 21 febbraio 2011     |                 |
| 6  | Episode 6        |                 | 27 febbraio 2011     |                 |
| 7  | Episode 7        |                 | 7 marzo 2011         |                 |
| 8  | Episode 8        |                 | 13 marzo 2011        |                 |